# Richard März
Richard Otto März (* 20. Jänner 1947 in Boston, Massachusetts) ist ein österreichischer Biochemiker.

## Leben
Der Sohn des Ökonomen und Wirtschaftshistorikers Eduard März und der Ärztin Gertraud Ruth Bleier maturierte in Wien, studierte 1965 bis 1968 Chemie am Grinnell College in Iowa und schloss dort mit einem Bachelor ab. In der Folge studierte er Chemie und Biochemie an der Universität Wien und ab 1969 an der Saint Louis University in St. Louis, Missouri. Er wurde 1974 an der Saint Louis University mit einer Arbeit zum Thema Biosynthesis of Purine Nucleotides in Explants of Mouse C3HBA Mammary Adenocarcinoma promoviert und war 1974 bis 1978 mit einem Postdoc-Fellowship an der University of Minnesota tätig.
1982 erwarb er die Lehrbefugnis (Venia docendi) für medizinische Biochemie an der Universität Salzburg. Ab 1974 lehrte er auch an der medizinischen Fakultät der Universität Wien.
Nach etwa zwanzig Jahren als akademischer Lehrer wandte März sein Interesse vorrangig der Verbesserung medizinischen Ausbildung zu. Er war Mitglied der Arbeitsgruppe, die das neue Wiener Medizin-Curriculum entwickelte, das 2001 in Kraft trat.
Im März 2013 wurde Richard März mit dem Ehrendoktorat der Universität Timișoara (Rumänien) ausgezeichnet. Er berät seit 2006 die Universitatea de Medicina si Farmacie Victor Babes Timișoara in Sachen Reform des Medizinstudiums. März war am EU-Projekt European Quality and Professional Competence in Medical University Education and Management (EMEDIQUAL) von 2011 bis 2013 führend beteiligt.